# Rein
Rein foren un grup de folk punk italià format a Roma el 1999. Rein publicà el seu primer àlbum Un'altra estate el 2005 i varen firmar un contracte amb un segell romà, que seria rescindit al cap d'un any. A finals d'aquell any, gràcies a la col·laboració amb la Free Hardware Foundation, el grup publicà l'EP Est! sota llicència licenza Creative Commons No comercial - sense obres derivades i l'autorització de difusió de la FHF, que permet, en combinació amb una altra llicència, l'execució pública lliure per a fins no comercials. L'àlbum rebé la col·laboració de Roberto Billi de I ratti della Sabina, coautor de la cançó I tram di Roma.Després del 2007 el 2008 el grup abandonà la SIAE per poder publicar la seva pròpia obra sota llicència lliure. Al maig del 2008 van publicar el seu segon àlbum del grup, Occidente, amb llicència Creative Commons. El disc fou anticipat per la publicació del single Grandtour, publicat a l'abril de 2007. El 15 d'octubre de 2010 publicaren el seu tercer àlbum del grup È finita, sota llicència Digital Online Commons, una modificació de la més tradicional Creative Commons. L'àlbum fou anticipat pel vídeo Sul tetto. Tots els àlbums de Rein foren publicats a la pàgina web especialitzada en música lliure Jamendo. El 21 de desembre de 2012 anunciaren a la seva pàgina web la dissolució de la formació.

## Discografia
Àlbums d'estudi
- 2005 - Un'altra estate
- 2008 - Occidente
- 2010 - È finita

Singles i EP
- 2005 - Est!
- 2007 - Grandtour